# Mees' monarch
Mees' monarch (Symposiachrus sacerdotum; synoniem: Monarcha sacerdotum) is een zangvogel uit de familie Monarchidae (monarchen). De vogel werd in 1971 in primair tropisch bos verzameld en in 1973 door de Leidse ornitholoog Gerlof Fokko Mees geldig beschreven. De Nederlandse naam is een eerbetoon aan de soortauteur. Het is een bedreigde, endemische vogelsoort op Flores (Kleine Soenda-eilanden, Indonesië).

## Kenmerken
De vogel is 15,5 cm lang en lijkt sterk op de brilmonarch (S. trivirgatus). Mees' monarch is overwegend grijs, wit en zwart en mist het roodbruin van de brilmonarch. De vogel is van boven grijs tot zwart, het meest donker op de staart en de vleugels. De buitenste staartpennen zijn wit. De vogel heeft een zwart "gezicht" en keel, maar de borst en buik zijn wit.

## Verspreiding en leefgebied
Deze soort is endemisch in een beperkt gebied op de westkant van het eiland Flores. Het leefgebied is primair regenwoud tussen de 350 en 1000 m boven zeeniveau. Er zijn aanwijzingen dat de soort zich kan aanpassen in licht gedegradeerd bos.

## Status
Mees' monarch heeft een zeer beperkt verspreidingsgebied en daardoor is de kans op uitsterven aanwezig. De grootte van de populatie werd in 2012 door BirdLife International geschat op 3,5 tot 15 duizend individuen en de populatie-aantallen nemen af door habitatverlies. Het leefgebied wordt aangetast door ontbossing, waarbij natuurlijk bos wordt gekapt en gebruikt voor zwerflandbouw. Bovendien worden wegen aangelegd, waardoor het leefgebied versnipperd raakt. Ook klimaatverandering heeft een negatief effect op dieren, die leven binnen een beperkte zone van montaan bos, als er geen uitwijkmogelijkheid bestaat. Om deze redenen staat deze soort als bedreigd op de Rode Lijst van de IUCN.